# Audi R10
Audi R10 er en dieseldrevet sports-vognsprototype, produceret af Audi. der første gang blev vist frem i Paris ved Eiffeltårnet 14. December 2005. Den gjorde sig dog senere bemærket ved at være den første dieseldrevne bil til at vinde Le Mans (2006, 2007 og 2008) og vinde alle race i en sæson i LM P1 klassen ved the American Le Mans Series.

## Historie
Projektet med den dieseldrevne prototype til Le Mans stammer tilbage fra 2002-2003, hvor Ulrich Baretzky, direktør for Motor Teknologi ved Audi Sport tog initiativ til at starte projektet, hvor det hele mere eller mindre skulle bygges fra bunden af, i det skal der forstås at der blev brugt en V8, 4 liters produktionsmotor fra en Audi A8, hvor boring og slaglængde (se slagvolumen) blev ændret til en V12 dimension, der blev også designet og fabrikeret Krumtap, plejlstænger og stempler til motoren. I Foråret 2004 blev det besluttet at benytte en V12 Motor med den maksimalt tilladte slagvolume på 5,5 liter i Le Mans.
De første testkørsler af Audi R10 foregik i slutningen af 2005, fra start vidste teknikere og ingeniører at de var på ukendt grund. Problemerne var ikke at bilen på daværende tidspuknt manglede kræfter, faktisk var det direkte modsat, den gik over forventning med masser af kræfter.
Audi's fabrikskørere skulle vænne sig til den nye Le Mans racer da, den var meget lydløs ligesom i de gamle Le Mans dage. Når bilen kørte ned af langsiderne kan man ikke høre motoren på grund af de høje hastigheder

## Motor
Motoren er en V12 twin-turboladet med direkte diesel indsprøjtning, der produceret 650 HK samt et moment over 1.100 NM.  Den er Audi første dieselmotor med et aluminiums krumtapshus. Men en af de afgørende faktorer, som har gjort motoren mere effektiv er det høje ladetryk fra de 2 Garrett turboladere på 2,94 bar og 2.000-2.200 bar på indsprøjtningen, hvor en normal diesel bil har omkring 1.600 bar. 
Den er også udstyret med Diesel partikelfilter.
Arbejdsområdet for motoren ligger 3.000 til 5.000 omdrejninger i minuttet.